# Roxey Fer
Roxey Fer (Paramaribo, 15 november 1994) is een Surinaams voetballer die speelt als aanvaller.

## Carrière
Fer maakte zijn debuut voor SV Voorwaarts in 2012 waar hij twee jaar speelde. In 2014 maakte hij de overstap naar SV Robinhood waarmee hij landskampioen werd en twee bekers won.
Hij maakte zijn debuut voor Suriname in 2015 en speelde sindsdien 17 interlands en scoorde twee doelpunten.

## Erelijst
- SVB-Eerste Divisie: 2017/18
- Surinaamse voetbalbeker: 2015/16, 2017/18
- Suriname President's Cup: 2016